# Hiderabad, Pakistan
Hiderabad sindi حيدرآباد; urdujsko حیدر آباد /ˈhaɪdərəbɑːd/  je mesto in glavno mesto divizije Hiderabad v provinci Sind v Pakistanu. Je drugo največje mesto v Sindu in sedmo največje v Pakistanu.
Hiderabad, ki ga je leta 1768 ustanovil Mian Ghulam Šah Kalhoro iz dinastije Kalhora, je služil kot glavno mesto province, dokler Britanci leta 1840 niso prenesli glavnega mesta na predsedstvo Bombaja. Je približno 150 kilometrov oddaljen od Karačija, največjega mesta v Pakistanu. s katerim je povezan z direktno železnico in avtocesto M-9.

## Toponimija
Mesto je dobilo ime v čast Alija,ref>»Hyderabad«. Population Welfare Department - Government of Sindh. Arhivirano iz prvotnega spletišča dne 14. decembra 2017. Pridobljeno 14. decembra 2017.</ref> četrtega kalifa in Mohamedovega bratranca. Ime Hiderabad se dobesedno prevede kot 'levje mesto' - iz hajdar, kar pomeni 'lev' in ābād, ki je pripona, ki označuje naselje. 'Lev' se nanaša na Alijevo hrabrost v bitki, zato ga južnoazijski muslimani pogosto imenujejo Ali Hajdar, kar približno pomeni 'Ali Levjesrčni'.

## Zgodovina

### Ustanovitev
Reka Ind je okoli leta 1757 spreminjala smer, kar je povzročilo občasne poplave takratnega glavnega mesta dinastije Kalhora, Khudabad. Mian Ghulam Šah Kalhoro se je odločil prenesti prestolnico iz Khudabada in leta 1768 ustanovil Hiderabad na apnenčastem grebenu na vzhodnem bregu reke Ind, znanem kot Gandžo Takar ali 'Plešasti hrib'. Tradicionalno se verjame, da je bil majhen hrib lokacija starodavne naselbine Neroon Kot, mesta, ki je leta 711 n. št. padlo v roke vojski Mohameda Bin Kasima. Ko so bili postavljeni temelji, je mesto dobilo vzdevek Srce Mehrana.
Privrženci imama Alija so Mian Ghulam Šahu Kalhoru svetovali, naj poimenuje mesto v čast njihovega imama. [9] Iranski šah je mestu kasneje podaril kamen, na katerem naj bi bil odtis Alijevih stopal. Kamen je bil postavljen v Kadamgah Maula Ali, ki je nato postal romarski kraj.

### Kalhora
Leta 1768 je Mian Ghulam Šah Kalhoro ukazal zgraditi utrdbo na enem od treh hribov Hiderabada za namestitev in obrambo svojega ljudstva. Utrdba je bila zgrajena z opeko iz žgane gline, zaradi česar si je prislužila ime Pacco Qillo, kar v sindhiju pomeni 'Močna utrdba'. Utrdba je bila dokončana leta 1769 in se razprostira na 36 hektarjih. Mian Ghulam Šah je zgradil tudi 'utrdbo Šah Makki', splošno znano kot Kacha Qila, da bi utrdil grobnico sufijskega svetnika Šaha Makkija.
Hiderabad je ostal glavno mesto Kalhore v obdobju, ko je bil Sind združen pod njihovo oblastjo. Ker ga je pritegnila varnost mesta, je Hiderabad začel privabljati obrtnike in trgovce iz celega Sinda, kar je povzročilo propad drugih konkurenčnih trgovskih središč, kot je Khudabad. Del prebivalstva Khudabada se je preselil v novo prestolnico, vključno s Sonarasi, Amili in Bhaibandi. Te skupine so obdržale izraz Khudabadi v imenih svojih skupnosti kot oznako izvora.
Mian Ghulam Šah je umrl leta 1772, nasledil pa ga je njegov sin Sarfraz Kan Kalhoro. Leta 1774 je Sarfraz Kan zgradil 'Novi' Khudabad severno od Hale v spomin na staro prestolnico Kalhoro in poskušal tja prenesti svojo prestolnico. Poskus ni uspel in Hiderabad je še naprej uspeval, medtem ko je bil Novi Khudabad do leta 1814 opuščen. Formalni načrt za mesto je leta 1782 izdelal Sarfraz Kan.

### Talpur
Mir Fateh Ali Kan Talpur je leta 1773 zavzel mesto Khudabad od Kalhorov in mesto naredil za svojo prestolnico. Nato je leta 1775 zavzel Hiderabad in tja preselil svojo prestolnico leta 1789, potem ko je Khudabad znova poplavilo. Obnova in rekonstrukcija mestne utrdbe se je začela leta 1789 in je trajala 3 leta. Leta 1792 so potekala praznovanja, da bi obeležili njegov uradni vstop v trdnjavo Pacco Qillo, ki jo je naredil za svojo rezidenco in je imel dvor.
Vladavina Talpurja je vzdrževala varnost Hiderabada in mesto je še naprej privabljalo migrante iz celotnega Sinda, kar je mesto spremenilo v glavno regionalno središče. Hindujci Lohana iz Afganistana so se preselili v mesto in kot kovinarji postavili ladje. Mestni zlatarji, srebrnarji in strojarji usnja so začeli izvažati svoje hiderabadske izdelke v tujino. Mestna tekstilna industrija se je razmahnila s prihodom bombažnega blaga Susi in Khes ter ročnih del iz mest v podeželskem Sindu. Mesto je postalo znano po svojih kaligrafih in knjigoveznicah, medtem ko so trgovci s preprogami trgovali s preprogami iz bližnje Thatte.
Henry Pottinger je v zgodnjih 1830-ih v imenu Britancev potoval navzgor po reki Ind. Trdil je, da je v 19 dneh v Hiderabadu videl 341 ladij, kar kaže na njegov pomen kot glavnega trgovskega središča v tem času. Hiderabadsko blago je bilo večinoma izvoženo na trge v Horasana, Indijo, Turkestan in Kašmir - in nekaj hiyderabadskih izdelkov razstavljenih na Veliki razstavi leta 1851 v Londonu.
Da bi uporabili reko Ind za komercialno plovbo do Pandžaba, so Britanci podpisali pogodbo z vladarji Hiderabada in Khairpurja, ki je Britancem zagotavljala prost prehod vzdolž Inda in skozi Sind. Mir Murad Ali je bil pod pritiskom, da je sprejel pogodbo iz leta 1838, ki je povzročila namestitev britanskega rezidenta v mestu. Britanci so v začetku 19. stoletja podpisali tudi pogodbo o 'večnem prijateljstvu' z vladarji Talpurja v Hiderabadu, ki so obljubili, da Francozom ne bodo dovolili, da bi ustanovili rezidenco v Sindu. Leta 1839 so bili pod pritiskom, da so izsilili novo pogodbo, ki je Britancem zagotavljala trgovinske in varnostne privilegije.

### Britanska oblast
Britanci so premagali vladarje mesta Talpur v bitki pri Hiderabadu 24. marca 1843. Britanski general sir Charles Napier je prestolnico province nato prenesel na predsedstvo Bombaja. Kot zadnja trdnjava v Sindu je bilo osvojeno mesto zadnji korak v britanski osvojitvi Sinda. Po uspehu Britancev je bilo nekaj vladarjev mesta Talpur Mirs izgnanih in so umrli v Kalkuti. Njihova trupla so na koncu pripeljali nazaj v Hiderabad in jih pokopali v grobnicah Talpur Mirs, ki so na severnem robu hriba Gandžo.
Blaginja Hiderabada po selitvi prestolnice Sinda pod vodstvo Bombaja  prva ni upadla. Tamkajšnji trgovci so spletli povezave s trgovsko skupnostjo v Hiderabadu in začeli izvažati izdelke na oddaljene trge. Po asimilaciji Sinda v predsedstvo Bombaja leta 1847 je mesto postalo središče sloga rokodelstva, znanega kot Sindwork, ki se je prodajal v Bombaju in so ga evropski prebivalci cenili zaradi zaznane pristnosti sloga. Delo so nato iz Bombaja prepeljali v Egipt, da bi ga tamkajšnjim turistom prodajali kot spominke. Hiderabadski trgovci so se razširili tudi na vzhod proti Singapurju in Japonski. Trgovci iz Hiderabada niso mogli zadovoljiti povpraševanja po svojih izdelkih, zato so začeli uvažati obrtnike iz Kašmirja, Varanasija, Kitajske in Japonske, da bi zmanjšali povpraševanje. Rokodelstvo Sindwork je Hiderabad tako postavilo v središče nove trgovske mreže, v kateri so skoraj v celoti prevladovali hindujci iz mestnega trgovskega segmenta Bhaiband kaste Lohana, čeprav so bili sami obrtniki predvsem muslimani.
Mestni zapor je bil zgrajen leta 1851, občina Hiderabad pa je bila ustanovljena leta 1853. V Pacco Qillo so Britanci hranili orožje province, preneseno iz Karačija leta 1861, in palače nekdanjih sindskih emirjev, ki so jih prevzeli. Leta 1857, ko je po južni Aziji divjal indijski upor, so Britanci v tem mestu imeli večino svojih polkov in streliva. Čeprav mesto ni bilo priča večjim borbam, so Britanci porušili velik okrogel stolp, ki je nekoč stal zunaj Pacco Qillo, saj so ocenili, da bi lahko tvegali svojo vladavino, če bi padel v roke upornikom.
Hiderabadov Rani Bagh ('Kraljičin vrt') je bil ustanovljen kot Das Gardens leta 1861 in je bil ponovno krščen v čast kraljice Viktorije. Šole v britanskem slogu so bile v Hiderabadu uvedene do leta 1860, medtem ko je bila misijonarska šola St Joseph ustanovljena leta 1868. Odprte so bile nadaljnje evropske šole, medtem ko je Hiderabadova hindujska in muslimanska elita ustanovila šole za svoje skupnosti v celotnem britanskem kolonialnem obdobju. Leta 1871 so zgradili bolnišnico, psihiatrično ustanovo in prostore za uradnike. Do leta 1872 je v mestu živelo 43.088 ljudi. Mesto je imelo do leta 1873 20 kilometrov tlakovanih cest, ki so bile ponoči osvetljene s petrolejkami. Novozgrajeni mestni četrti Sadar in Soldier Bazar sta dodatno razširili mesto.
Britanci so v 1880-ih zgradili železniško omrežje po celotnem zahodnem delu Južne Azije in kupili zasebno železnico Scinde, da bi provinco povezali s trgovskimi potmi v Kabulu. Železniško omrežje se bo kasneje imenovalo Severozahodna državna železnica. Most Kotri je bil dokončan leta 1900, da bi prečkal Ind in povezal Hiderabad s Karačijem. Gospodarstvo Hiderabada je raslo zaradi izboljšanega transporta. Mesto se je pod britansko vladavino vedno bolj razvijalo v potrošniški trg in mestni izvoz je začel upadati, čeprav je povečana tranzitna trgovina omogočila nadaljnjo rast mestnega gospodarstva.
Leta 1901 je v mestu živelo 69.378 ljudi. Hinduizem je bil najbolj prevladujoča vera s 43.499 privrženci, medtem ko je 24.831 muslimanov predstavljalo največjo versko manjšino. Mesto je bilo po številu prebivalcev uvrščeno na sedmo mesto v predsedstvu Bombaja. Do leta 1907 je Gazetteer of Sindh trdil, da naj bi bilo 5000 trgovcev iz Hiderabada razpršenih po vsem svetu. Mestni stolp z uro Navalrai je bil zgrajen leta 1914. Bengalski pesnik Rabindranath Tagore je v začetku 20. stoletja pripomnil, da je Hyderabad »najbolj modno« mesto v vsej Indiji.

### Sodobnost
Mesto Hiderabad je služilo kot glavno mesto province Sind med letoma 1947 in 1955. Delitev Indije je povzročila obsežno izseljevanje velikega dela hindujskega prebivalstva mesta, čeprav Hiderabad tako kot večina Sinda ni doživel obsežnih nemirov, ki so se zgodili v Pandžabu in Bengalu. Skupaj je bilo med letoma 1947 in 1948 v Sindu ubitih manj kot 500 hindujcev, saj so se sindi muslimani večinoma uprli pozivom, naj se obrnejo proti svojim hindujskim sosedom. Hindujci niso množično pobegnili iz Hiderabada, dokler 6. januarja 1948 v Karačiju niso izbruhnili nemiri, ki so sejali strah med sindi hindujce kljub dejstvu, da so bili nemiri lokalni in so obravnavali sikhske begunce iz Pandžaba, ki so iskali zatočišče v Karačiju.
Hindujci, ki so odšli, so igrali pomembno vlogo v mestnem gospodarstvu in tvorili večino prebivalstva Hiderabada. Vakuum, ki je nastal zaradi odhoda velikega dela hindujskega prebivalstva mesta, so hitro zapolnili na novo prispeli begunci iz Indije, znani kot muhadžirji. Do leta 1951 je bilo 66 % mesta sestavljeno iz muhadžirjev. Čeprav je Hiderabad v 1940-ih postal večinsko urdu govoreče mesto, je prihod Paštunov in Pandžabijev iz severnega Pakistana v naslednjih nekaj desetletjih še bolj diverzificiral etnično sestavo mesta.
Sovraštvo med urdujskimi in sindskimi govorci se je prvič pojavilo leta 1967, okrepilo pa se je pod vlado Pakistanske ljudske stranke v 1970-ih, ki so jo muhadžirji na splošno razumeli kot prosindsko upravo. Nasilje je izbruhnilo med govorci urdujščine in govorci sindija med nemiri leta 1971, ko je provincialna vlada želela uvesti zahteve v jeziku sindi govorcem urdujščine, in ponovno leta 1972 kot odziv na predlog zakona o jeziku sindi iz leta 1972.
Shema postopnega razvoja Khuda-ki-Basti je bila uvedena v Hiderabadu leta 1981 kot način za zagotavljanje stanovanj prebivalcem z nizkimi dohodki z oblikovanjem lokalnih zadrug, ki združujejo sredstva za postopno zagotavljanje povečanih storitev, ki bi jih nato upravljali člani skupnosti. Uspeh projekta je povzročil, da se je program začel izvajati tudi v Karačiju.
V poznih 1980-ih so izbruhnili burni etnični nemiri med Sindi in Muhadžirji. 30. septembra 1988 so militanti Sindške napredne stranke vdrli v mesta, kjer so prevladovali muhadžirji, odprli neselektiven ogenj na prometnih križiščih. V tako imenovanem pokolu v Hiderabadu je bilo v enem dnevu ubitih več kot 60 ljudi, skupno pa več kot 250 smrti. V odzivu je bilo v Karačiju ustreljenih več kot 60 ljudi, ki govorijo sindi. Mesto se je začelo etnično deliti, muhadžirsko prebivalstvo pa se je množično selilo iz Kasimabada in notranjosti Sinda v Latifabad. Podobno so se Sindi preselili v Kasimabad iz Hiderabada in Latifabada. Nadaljnji etnični nemiri so se zgodili maja 1990, vključno s policijsko obleganjem trdnjave Pacco Qillo v središču Hiderabada, v katerem aktivisti muhadžirjev trdijo, da je bilo ubitih 150. Dva bombna napada na vlake v Hiderabadu sta leta 2000 ubila 10 ljudi.
Večino javnih prostorov v Hiderabadu so zasedli nezakonito zgrajeni domovi in podjetja. Velik del mestnih zgodovinskih struktur je močno zanemarjen, pokrajinska uprava pa jih le slabo vzdržuje.

## Geografija

### Lega
Mesto leži na 25,367 °S zemljepisne širine in 68,367 °V zemljepisne dolžine z nadmorsko višino 13 metrov. Hiderabad stoji na vzhodnem bregu reke Ind in je približno 150 kilometrov oddaljen od Karačija, glavnega mesta province. Dve največji pakistanski avtocesti, Indus Highway in National Highway, se združita v Hiderabadu. Več mest, ki obkrožajo mesto, so Kotri na 6,7 kilometra, Džamšoro na 8,1 kilometra, Hattri na 5,0 kilometra  in Husri na 7,5 kilometra.
Mesto je bilo prvotno ustanovljeno na apnenčastem grebenu na vzhodnem bregu reke Ind, znanem kot Gandžo Takkar ali 'Plešasti hrib'. Iz apnenčastega kamna se je odpiralo več slikovitih razgledov v mestu, pa tudi nagnjenih poti. Najbolj znan klanec, Tilakov klanec, je poimenovan po aktivistki za neodvisnost iz zgodnjega 20. stoletja Lokmanji Tilaku.

### Podnebje
Hiderabad ima vroče polsušno podnebje (Köppen: BSh) s toplimi pogoji skozi vse leto. Mesto je znano po vetrovih, ki ublažijo sicer vroče podnebje. Posledično imajo domovi v Hiderabadiju tradicionalno stolpe, ki 'lovijo veter', ki se spuščajo v bivalne prostore, da ublažijo vročino.
Obdobje od sredine aprila do konca junija (pred nastopom monsuna) je najbolj vroče v letu, z najvišjo temperaturo maja pri 41,4 °C. V tem času vetrovi, ki pihajo, običajno prinesejo oblake prahu in ljudje se podnevi raje zadržujejo v zaprtih prostorih, prijetnejši pa je vetrič, ki piha ponoči. Zime so tople, z najvišjimi temperaturami okoli 25 °C, čeprav lahko najnižje ponoči pogosto padejo pod 10 °C. Najvišja temperatura 50 °C je bila zabeležena 25. maja 2018, medtem ko je bila najnižja temperatura 1 °C zabeležena 8. februarja 2012.
V zadnjih letih so bili v Hiderabadu močni nalivi. Februarja 2003 je mesto prejelo 105 milimetrov dežja v 12 urah, kar je pustilo veliko mrtvih. V letih 2006 in 2007 sta bili skorajšnji tekmeci za ta rekordni dež s številom smrtnih žrtev, ocenjenim na stotine. Največja količina dežja v enem dnevu, 259,7 milimetrov, je bila zabeležena 12. septembra 1962, medtem ko je bil najbolj namočen mesec september 1962 in sicer 346 milimetrov.

## Gospodarstvo
Industrijski sektor prispeva 25 % k BDP Pakistana, z veliko koncentracijo industrije v loku, ki se razteza od Karačija do Hiderabada. 75 % industrije Sinda je v regiji Karači-Hiderabad. Industrijsko trgovska cona Sind, kjer je 439 industrijskih enot, je bila ustanovljena na obrobju Hiderabada leta 1950 in je cvetelo do urbanega nasilja v 1980-ih. Velik del mestne industrijske baze je bil oslabljen zaradi etničnega nasilja, čeprav sta slaba infrastruktura in oskrba z elektriko prav tako ovirali rast.
Hiderabad je pomembno trgovsko središče, kjer industrija vključuje: tekstil, sladkor, cement, proizvodnjo ogledal, mila, ledu, papirja, lončarstva, plastike, strojarne, tovarne nogavic in filma. Obstajajo strojarne in žage. Dobro uveljavljena je tudi obrtna industrija, vključno s srebrnimi in zlatimi deli, lakiranimi izdelki, okrašeno svilo in vezenimi usnjenimi sedli.
Hiderabad proizvaja skoraj vse okrasne steklene zapestnice v Pakistanu, pa tudi večplastne steklene vložke za nakit. Steklarska industrija zaposluje približno 300.000–350.000 ljudi v proizvodnih enotah, osredotočenih na sosesko Churi Parah. Industrija pogosto uporablja reciklirano steklo kot material za svoje zapestnice.
Hiderabad je obdan z rodovitnimi aluvialnimi ravnicami in je glavno trgovsko središče za kmetijske pridelke v okolici, vključno s prosom, rižem, pšenico, bombažem in sadjem.

## Lokalna arhitektura
Lokalni arhitekturni vzorci Hiderabada odražajo ostro podnebje in lokalne običaje regije. Stene večine savb v tradicionalnem slogu so bile zgrajene iz blatnih opek, ki so pomagale ohranjati stavbo hladno poleti in toplo pozimi. Hiderabad je znan po svojih vetrovih, ki blažijo vročino, zato so bili v domovih tudi lovilci vetra, ki so hladen vetrič usmerjali v bivalne prostore vsakega doma.
Stanovanjske stavbe v starem mestu Hiderabada in v Hirabadu imajo običajno majhno dvorišče, obrnjeno navznoter, ki omogoča zasebnost od mestnih ulic. Stene, ki gledajo na ulico, so navadno enostavne, čeprav ima hiša lahko izdelan vhod. Notranja dvorišča in vrata bolj dovršenih domov bi bila okrašena z balkoni jharoka, cvetličnimi motivi, okrašenimi stropi in okrasnimi oboki. Večina stanovanjskih hiš pa je bila zasnovana utilitarno.
Domovi, zgrajeni v času britanskega kolonialnega obdobja, vsebujejo uvedene arhitekturne elemente, kot so balkoni in okrasni stebri, kot del izdelane navzven obrnjene fasade. Takšne primere je mogoče najti v soseski Sadar. Velika okrašena okna so bila prikazana kot del kolonialnega sloga za prezračevanje stavbe. Visoka in večdelna okna z vitraji so postala zaščitni znak kolonialne arhitekture Hiderabada. V domovih premožnih prebivalcev, zlasti med mestno skupnostjo Bhaiband, je bila prisotnost oken znak statusa in je premožnim hindujcem omogočala izvajanje navade purdah (verska in družbena praksa delitve po spolu). Balkoni so bili včasih pritrjeni na sprednji del stavbe in so bili običajno narejeni iz lesa ali litega železa. Takšni domovi so včasih imeli tudi poslikane fasade.

### Znamenitosti
- Pacco Qillo
- Grobnice Talpur Mirs
- Živalski in botanični vrt Rani Bagh
- Muzej Sinda
- Hiderabad Cantonment (vojašča četrt)
- Stadion za kriket Niaz
- Kacha Qilla
- Železniška postaja Hyderabad
- Letališče Hyderabad
- gorovje Ganju Takar
- Kolonija Gulistan-e-Zeal Pak